# Dénonciation
Ne doit pas être confondu avec Délation ou Plainte.

Urne à dénonciation anonyme dans le palais des Doges, en usage sous la république de Venise.

Une dénonciation désigne à la fois l'action de dénoncer et le résultat de cette action, exercée selon des règles sociales tacites et enrichie de codifications juridiques selon le contexte auquel elle appartient.
Dénoncer consiste soit dans la rupture d'une convention, soit dans la publication d'une telle action. Ce terme juridique peut être extrait de son contexte initial.

## Étymologie
Le nom de genre féminin vient du latin denuntiatio « annonce, déclaration solennelle ». Elle reçoit une origine évangélique dans les cultures d'origine judéo-chrétienne.
Au XIIIe siècle il est un acte juridique, revétant le sens d'« action de proclamer officiellement » ou d'action « introduisant une instance, plainte, accusation »
Au XVIIe siècle la dénonciation est une « publication faite solennellement ». Elle prend aussi le sens d'une « accusation secrette qu'on fait au magistrat qui a en main la vengeance publique pour la punition d'un crime » et par extension devient la « procédure qu'on signifie aux parties afin qu'elles n'en prétendent cause d'ignorance ».

## Dénonciation comme «alerte»
Une dénonciation est un acte destiné à alerter la communauté de faits jugés ou ressentis comme répréhensibles, abus, délits ou crimes.
On peut dénoncer celui qui nous nuit comme celui qui nuit à des tiers. Dans ce dernier cas, il s'agit d'un témoignage à charge. Une dénonciation peut être calomnieuse si elle correspond à un faux témoignage.
Comme le témoignage, la dénonciation est un acte ambivalent et qui en appelle à la responsabilité du dénonciateur. Elle relève de la délation si elle est faite avec volonté de nuire ou d'en tirer un gain. Ainsi comme le témoignage, la dénonciation pose une question d'éthique.
La dénonciation peut aussi correspondre à un devoir civique dans le but d'alerter la collectivité contre les abus ou les crimes d'individus ou de groupes d'individus. Des militants ou des groupes de pression, associations ou ONG dénoncent ou participent régulièrement à des actes de dénonciation honorables.
Selon une compréhension commune, n'est pas un dénonciateur toute personne qui, afin d'éviter des dangers pour le public en général ou une partie de celui-ci, signale un grief à des bureaux, des autorités ou des médias renommés. Au lieu de cela, le terme « whistleblowe » (lanceur d'alerte) a récemment été utilisé dans ces cas. L'Américain Edward Snowden, ancien membre de la Central Intelligence Agency, et le Russe Grigory Rodchenkov, ancien directeur de l'Agence mondiale antidopage (AMA) de Moscou, devenu lanceur d'alerte sur les pratiques de dopage en Russie, en sont deux exemples récents célèbres. 
La dénonciation peut se faire par voie de divers médias : presse, radio, télévision, Internet, , etc. ou directement au pénal.

### Histoire
Sous l'Ancien Régime, la lettre de petit cachet :
Pendant la Révolution française la pratique de la dénonciation est légitimée et encouragée par le pouvoir révolutionnaire.
La période de l'Occupation durant la Seconde Guerre mondiale fut propice à de nombreuses dénonciations de Juifs, de Résistants, de réfractaires au STO, etc.
Aux États-Unis, l'époque du Maccarthysme au début de la guerre froide eut également son lot de dénonciations.

## Dénonciation comme «annulation ou fin»
La dénonciation d'un traité, d'un contrat ou toute autre forme de convention fait référence 
Il peut s'agir de droit international public (dénonciation d'un armistice), de droit international coutumier, de droit international humanitaire, de droit public, de droit international privé, de droit privé, de droit commercial ou de droit du travail (par exemple une convention collective), etc. Des traités et des conventions peuvent contenir des clauses de fin, ou bien être dénoncés par les parties signataires.

## Dénonciation dans les procédures judiciaires

### Canada

#### Procédure pénale
Dans le Code criminel, le mode de poursuite par dénonciation est celui que le procureur de la Couronne va utiliser en cas de procès devant le juge de la Cour provinciale (article 505 du Code criminel) , par opposition au mode de poursuite par acte d'accusation qui est utilisé devant juge avec jury (article 574 du Code criminel) ou juge seul (article 566 du Code criminel),. 

#### Droit civil québécois
En droit civil québécois, le mot dénonciation a un tout autre sens que la dénonciation du droit pénal. Dans le Code civil du Québec, le verbe « dénoncer » ou le nom commun « dénonciation » peut signifier  mentionner l'existence d'un contrat (art. 1844 C.c.Q. ) ou informer une personne d'un problème (art. 1858 C.c.Q.). De manière générale, le verbe dénoncer en droit civil est utilisé lorsque le législateur crée une formalité de communication de renseignements pour qu'un recours puisse être valablement exercé. Cette communication d'informations se fait généralement par écrit.

### Espagne
En vertu de l’article 259 du Code de procédure pénale, toute personne est tenue de dénoncer la connaissance d'une infraction ou d'un délit public, sous peine d'amende.
Ne sont pas tenus à la dénonciation :
- les personnes mineures ;
- ceux qui ne bénéficient pas de la pleine utilisation de la raison ;
- le conjoint du délinquant ;
- les ascendants et les descendants jusqu'au deuxième degré ;
- les enfants naturels ;
- certaines professions (les avocats, le clergé et les ministres de culte).

Lorsque la plainte est anonyme c'est une délation.
La plainte peut être écrite ou verbale. La plainte écrite doit être signée par le requérant et contresignée sur toutes les feuilles par l'autorité. Un procès-verbal doit être délivré par l'autorité. Il doit être signé par l'autorité et le requérant.

### France

#### Procédure pénale
En France, dans le domaine du droit pénal, une dénonciation est l'acte par lequel un citoyen porte à la connaissance de la police ou de la justice une infraction commise par autrui. La dénonciation est dans certains cas ordonnée par la loi. Elle s'oppose à la plainte qui est une dénonciation émanant de la victime elle-même.
En amont même de toute procédure, une instruction pénale peut être ouverte à la suite d'une dénonciation civique d'office en raison de la responsabilité protectrice de l'État et de ses corps constitués, tout fonctionnaire, magistrat, officier public (maire, notaire, commissaire-priseur, greffier, etc.) étant légalement tenus de dénoncer instantanément toute infraction qu'il découvrirait dans l'exercice de leur fonction, le Législateur ayant prévu cet imperium aux dispositions de l'article 40 du code de procédure pénale qui dispose très clairement que « Toute autorité constituée, tout officier public ou fonctionnaire qui, dans l'exercice de ses fonctions, acquiert la connaissance d'un crime ou d'un délit est tenu d'en donner avis sans délai au procureur de la République et de transmettre à ce magistrat tous les renseignements, procès-verbaux et actes qui y sont relatifs ».
Toutefois, n'importe quel citoyen est tenu de dénoncer toute forme de mauvais traitements commis au préjudice de mineurs de moins de quinze ans (articles 434-1 à 434-3).

#### Procédure civile
En procédure civile française, la dénonciation est la notification d'un acte de procédure à une personne qui n'en est pas le destinataire mais qui a néanmoins intérêt à le connaître. Tel est le cas de l'exploit d'huissier de saisie-attribution adressé au tiers saisi : le débiteur, de toute évidence, a besoin de savoir que les fonds inscrits à son compte sont désormais frappés d'indisponibilité.
Toutefois, y compris dans une procédure civile, n'importe quel citoyen a le devoir de contribuer à la manifestation de la vérité, y compris dans le cadre de l'enquête civile prévue aux dispositions des articles 204 à 231 du code de procédure civile, notamment dans le cadre des injonctions de faire (communiquer ou témoigner) avec ou sans astreinte, ceci en vertu de l'article 10 du code napoléonien qui dispose que « Chacun est tenu d'apporter son concours à la justice en vue de la manifestation de la vérité. Celui qui, sans motif légitime, se soustrait à cette obligation lorsqu'il en a été légalement requis, peut être contraint d'y satisfaire, au besoin à peine d'astreinte ou d'amende civile, sans préjudice de dommages et intérêts ».

### Italie
L'obligation juridique de dénoncer un crime existe, sous peine de sanction, pour les personnes exerçant un service public ou une profession de santé, durant l'exercice de leurs fonctions.
Le seul cas pour lequel un citoyen a l'obligation de dénonciation est celui de crime contre l'État.

### Suisse
En droit suisse, toute personne peut dénoncer des infractions au droit pénal (à la police ou au ministère public). Sur demande, l'autorité informe le dénonciateur de la suite qui a été donnée, mais le dénonciateur ne peut pas faire recours.
De plus certaines autorités sont soumises à une obligation de dénoncer les infractions dont elles ont connaissance (c'est-à-dire qu'elle ont constatées ou qui leur ont été annoncées). La violation de l'obligation de dénoncer peut constituer une entrave à l'action pénale par ommission.
La dénonciation se distingue de la plainte, qui ne peut être déposée que par une personne lésée.

## Thème de la dénonciation dans la culture

### Cinéma
Le thème de la dénonciation a été souvent développé au cinéma.
Le film Le Mouchard, de John Ford, raconte l'histoire d'un Irlandais dénonçant son ami membre de l'IRA.
Sur les quais réalisé par Elia Kazan (qui fut délateur pendant la « chasse aux sorcières ») est considéré comme un plaidoyer en faveur de la dénonciation.
Dans Le Pré de Béjine, film inachevé d'Eisenstein, le thème est évoqué à travers la figure de Stepok qui dénonce son père — qui a brûlé la récolte appartenant au Kolkhoze — aux autorités soviétiques.
Dans La Dénonciation de Jacques Doniol-Valcroze (1962), le témoin d'un crime est incapable de dénoncer ses auteurs à la police, alors qu'il a été forcé sous la torture 20 ans auparavant de dénoncer à la Gestapo les camarades de son réseau de résistance.

### Médias
Le 20 octobre 1967, la chaîne de télévision allemande ZDF diffusait la première émission Aktenzeichen XY ungelöst (« dossier XY non résolu ») d’un concept qui fut repris dans différents pays, dont les États-Unis, le Canada, la France, la Nouvelle-Zélande et Israël. Il s'agit, grâce à la dénonciation, d'utiliser la télévision pour aider la police à résoudre des affaires criminelles.

### Bande dessinée et manga
Dans le manga L'Attaque des Titans de Hajime Isayama, le personnage de Sieg Jäger dénonce ses parents auprès des autorités Mahr pour leurs activités révolutionnaires après que ceux-ci aient tentés d'endoctriner leur fils à leur cause.